# 紀元前447年
紀元前447年（きげんぜん447ねん）は、ローマ暦の年である。
当時は、「マケリヌスとユッルスが共和政ローマ執政官に就任した最初の年」として知られていた（もしくは、それほど使われてはいないが、ローマ建国紀元307年）。紀年法として西暦（キリスト紀元）がヨーロッパで広く普及した中世時代初期以降、この年は紀元前447年と表記されるのが一般的となった。

## 他の紀年法
- 干支 : 甲午
- 日本
  - 皇紀214年
  - 孝昭天皇29年
- 中国
  - 周 - 貞定王22年
  - 秦 - 厲共公30年
  - 晋 - 哀公5年
  - 楚 - 恵王42年
  - 斉 - 宣公9年
  - 燕 - 成公8年
  - 趙 - 襄子29年
- 朝鮮
  - 檀紀1887年
- ベトナム :
- 仏滅紀元 : 98年
- ユダヤ暦 : 3314年 - 3315年

## できごと

### ギリシア
- ペリクレスは、トラキアにアテナイの植民地を作るため、アテナイ軍を率い、この地の先住民を排除した。その後、ペリクレスは"kleruchos"(外部定住)政策を始めた。これは、植民地支配の1形態で、貧しい者や無職の者の新しい土地への移住を支援するものであった。
- ティーヴァの寡頭制の指導者が街の民主党派に対する陰謀を図ったため、ボイオーティアで反乱が勃発した。トルミデスに率いられ、1000人の重装歩兵を擁するアテナイ軍はボイオーティアに進軍し、支配を取り戻した。彼らはカイロネイアを占拠したが、コロネイアの戦いでボイオーティア軍に敗れた。その結果、アテナイはボイオーティアの他、フォキスとロクリスの支配権も失い、デロス同盟は崩壊した。
- アテナイから港町ピレウスまでの長壁の中央部分が完成した。
- パルテノン神殿の建設開始。

### 中国
- 楚が蔡を滅ぼした。

### 文学
- ギリシアの劇作家エレトリアのアカイオスが最初の作品を書いた。

### 建築
- ペリクレスは、建築家のカリクラテスとイクティノスにパルテノンのさらに大きい神殿の設計とアテナイの大神殿（パルテノン神殿）の早期の再建を発注した。